# Carver (theatergroep)
Carver was een Nederlandse theatergroep die een tragikomisch absurdistische vorm van mime en bewegingstheater maakte.

## Ontstaan en stijl
Theatergroep Carver werd in 1989 opgericht en had een zeer eigen stijl waarin de dagelijkse werkelijkheid van mensen op hilarische wijze in detail werd getoond. Carver maakte tragikomedies waarin treurnis en lach, hoop en pessimisme samengingen. Mime en bewegingstheater waren belangrijke vormen.

## Prijzen
Carver kreeg in 1991 de Mimeprijs - samen met met het Onafhankelijk Toneel - voor de productie Café Lehmitz. Curver won in 2007 met de voorstelling Tucht op De Parade de Gouden Mus. Het jaar daarop kreeg Carver een nominatie voor de Gouden Notekraker 2008. Oprichter en speler Beppie Melissen ontving in hetzelfde jaar de Mary Dresselhuys Prijs voor haar inzet voor de groep.

## Producties
De groep maakte circa 30 producties in de periode 1991 - 2017.

## Bezetting
De groep is opgericht door Leny Breederveld. Rene van 't Hof en Beppie Melissen. Daarnaast speelden in de loop der jaren veel andere acteurs mee, onder wie Jim van der Woude, Marlies Heuer, Ria Eimers, Bert Luppes, Jacob Derwig, Hans Dagelet, Juul Vrijdag, René Groothof, Helmert Woudenberg, Raymonde de Kuyper, Peer Mascini, Joop Admiraal, Paul R. Kooij, Maike Meijer, Willem de Wolf, Bas Hoeflaak, Ton Kas, Aat Ceelen, Joke Tjalsma en Raymonde de Kuyper. Daarnaast waren verschillende muzikanten en regisseurs aan het gezelschap verbonden.

## Subsidie
In 2013 verloor Carver de Rijkssubsidie waarna de groep met een re-make
van de voorstelling Café Lehmitz afscheid nam. In 2017 keerde de groep terug met de productie Zwaar Metaal, waarna het doek definitief viel.